# Elbridge (ville, New York)
Ne doit pas être confondu avec Elbridge (village, New York).
Elbridge est une ville du comté d'Onondaga, dans l'État de New York, aux États-Unis,. En 2010, elle comptait une population de 5 922 habitants.

## Démographie
Lors du recensement de 2010, la ville comptait une population de 5 922 habitants. Elle est estimée, en 2016, à 5 763 habitants.